# 中西夕紀
中西 夕紀（なかにし ゆき、1953年9月4日 - ）は、俳人。東京都生。1980年より俳句をはじめ、1981年「岳」に入会。1982年「鷹」に入会、藤田湘子に師事し、以後15年の間「鷹」で学ぶ。1985年鷹新人賞。1996年「晨」同人参加。1997年前山賞（岳同人賞）受賞。1999年より宇佐美魚目に師事。2005年「琉」創刊同人。2008年「都市」を創刊、主宰。2013年より星野立子新人賞選考委員。句集に『都市』『さねさし』『朝涼』『くれなゐ』。俳人協会、文芸家協会会員。